# 俄罗斯第一频道新闻
俄罗斯第一频道的新闻（俄语：Новости Центрального Телевидения）节目由第一频道资讯节目部制作，工作日早晨（《早安》节目时段插播，每次6分钟）、9:00、12:00、15:00、18:00－18:40（标题为《晚间新闻》）、凌晨3:00－3:05播出，周末视情况在6:00、10:00、12:00、15:00、18:00播出，每次约15分钟。节目在1992年1月1日于奥斯坦金诺第一频道开播，1995年4月1日起在俄罗斯公共电视台（现第一频道）播出。
节目自2011年6月1日起以16:9画幅播出，2014年8月26日开始以高清播出，资讯节目部在同年12月全面实现高清制作。

## 电视资讯局时期
电视资讯局（俄语：Информационное телевизионное агентство, ИТА）于1991年11月1日成立，负责制作苏联中央电视台第一套节目的新闻资讯栏目，其前身是苏联中央电视台资讯节目演播室。这一时期，第一套节目的新闻节目除21:00的《电视告知》外，另有每天中午、下午、傍晚、深夜播出的《电视新闻服务》。苏联解体后，第一套节目移交给奥斯坦金诺电视广播公司，《电视新闻服务》在12月31日18:00于奥斯坦金诺第一频道播出最后一期。
1992年1月1日，《新闻》在奥斯坦金诺第一频道开播，第一期节目在当天中午播出。开播初期，节目在工作日12:00、15:00、18:00、21:00、0:00播出，其中除21:00档播出约35分钟外，其他时段时长约20分钟，周六则在15:00、21:00、0:00播出，周日在15:00、18:45、0:00播出。此后在5月25日增加工作日早间6:00的播出。1992年7月28日，节目标题改为“ИТА新闻”（俄语：ИТА Новости），设有体育、经济、天气等环节。
这一时期，节目主持人包括塔季扬娜·科马罗娃、谢尔盖·梅德韦杰夫、伊琳娜·米申娜、帕维尔·卡斯帕罗夫、米哈伊尔·奥索金、德米特里·基谢廖夫、塔季扬娜·米特科娃、内莉·佩特科娃、伊戈尔·维胡霍列夫（10月份开始）。2月份，谢尔盖·多连科转职奥斯坦金诺电视资讯局，担任晚间档新闻主持人，但此后在1993年离开奥斯坦金诺。
由于反对奥斯坦金诺电视广播公司主席维亚切斯拉夫·布拉金，1993年9月18日，节目部分员工离职，包括主持人塔季扬娜·米特科娃、米哈伊尔·奥索金以及多名通讯员，这几名员工另外成立了独立电视资讯服务，并制作新闻节目《今天》，在第五频道以及后来成立的俄罗斯独立电视台播出。此后不久伊琳娜·米申娜也离职，内莉·佩特科娃开始担任晚间档主播，亚历山大·伊里切夫、弗拉基米尔·卡利诺夫斯基、安娜·普罗霍罗娃担任早间档主播。
1994年1月，一周新闻回顾及分析栏目《新闻+》（Новости плюс）开播，每周六播出，由谢尔盖·梅德韦杰夫主持，伊戈尔·维胡霍列夫接替晚间档主播。《新闻+》于1994年11月停播。1994年底，谢尔盖·沙图诺夫、谢尔盖·洛马金、亚历山大·帕诺夫、亚历山大·戈里亚诺夫开始担任新闻主播。
1994年2月28日，早间6:00左右的《新闻》取消。7月4日起，由于奥斯坦金诺第一频道在工作日11:20至16:00技术停播，9:00、12:00的《新闻》提前至8:00、11:00播出，15:00的《新闻》推迟至16:00播出。1994年8月1日至1995年3月31日间，GMS频道开始利用奥斯坦金诺第一频道的日间、凌晨停播时段播出节目，《新闻》也在上述时段播出。
1994年10月3日开始，工作日《新闻》扩展至每小时52分播出，从莫斯科时间7:52至次日3:52每期8分钟（除19:52、20:52、21:52、22:52和0:52，另外21:00档播出时间不变），其中面向俄罗斯中部的7:52档在《电视早晨》中播出，11:52至14:52、1:52至3:52的各节新闻在GMS频道时段播出。周末则在下午及晚上部分时段的52分播出。1994年12月16日，21:00档的《新闻》更名为《时间》，周一至周六21:00-21:30播出。
1995年4月1日，俄罗斯公共电视台接管第一频道，《新闻》开始由电视资讯局和公共电视台共同制作，工作日及周六的《新闻》播出时段恢复为9:00、12:00、15:00、18:00以及凌晨播出，周日为9:00、15:00、18:00、凌晨，每期新闻15至20分钟。
1995年10月2日起，深夜版本的《新闻》改为10分钟全天新闻回顾的形式，替代了谢尔盖·多伦科的《版本》节目，之后深夜版本《新闻》的形式多次变化，例如1996年3月11日起改为没有主播出镜，只有旁白配音总结全天事件。
1996年1月，在俄罗斯公共电视台第一副总监克塞尼亚·波诺马列娃的提议下，电视台开始对新闻节目改版，仿照独立电视台的新闻节目模式，不过主要面向一般观众群体，而非受教育水平高的观众。

## 公共电视台、第一频道时期
1996年3月，在电视资讯局的基础上，公共电视台资讯节目部成立，开始负责制作公共电视台的所有新闻节目。1996年春季开始，公共电视台的新闻节目不再出现“ИТА”标志，此后记者采访用的话筒也改用公共电视台的徽标（1995－1996版）。在2000年代初以前，公共电视台的新闻内容选材有70%由国际文传电讯社确定，20%由电视台自己的员工选播，10%为电视台高层提供，部分内容本身便是商业广告。康斯坦丁·恩斯特担任频道总监三年后，电视台成立分析节目部，由马拉·格尔曼领导，该部门发行《术语》周刊，刊载了所有建议播出的新闻事件，分为重要、基本、其他三类，并提出了某些特定词汇的表达方法、解释和使用，也常提供需要记者联系的专家电话号码，由他们参与评论。大部分新闻时段必须播出俄罗斯总统和总理或者相关人士出访的报道。公共电视台资讯节目部在其他前苏联加盟国的通讯员，在2000年代前大多为这些国家的本地人，其选取基于经济条件、专业水平和掌握形势的能力。1996年5月10日起，《新闻》增加工作日上午9:00和周末上午10:00的播出时段。
2000年左右，上午及下午的《新闻》主播有伊戈尔·格米扎和奥尔加·卡克莉基娜，2001年5月至9月间安娜·巴甫洛娃也曾短暂主持。2001年秋季开始，上午时段的《新闻》主持人改为鲁斯塔姆·苏莱曼希尔（原《早安》节目《今日历史》环节主持人和通讯员）和叶夫根尼·阿戈什科夫（原先任职公共电视台资讯节目部国际部），这一时期日间档和《晚间新闻》主播有伊戈尔·格米扎、奥克萨娜·罗斯托夫采娃、奥尔加·卡克莉基娜、伊戈尔·维胡霍列夫，安德烈·巴图林为后备新闻主播，一般主持特别报道。2001年开始，公共电视台的新闻节目改在斯森那公司设计的新演播室播出，演播室主题色为蓝、棕、灰。
2002年7月13日起，周末15:00的《新闻》调整至14:00播出，此后自2003年7月26日起调整至12:00。之后在2008年9月6日，频道再度于周末15:00增设《新闻》，2009年再度取消，2014至2017年间在周六播出，偶尔在周日播出。
2003年8月，安东·沃洛什科（原先担任频道通讯员）开始主持上午时段的新闻节目。2004年初开始，娜塔莉亚·廷加耶娃接替鲁斯塔姆·苏莱曼基尔，主持上午时段的新闻节目，张娜·阿格拉科娃、奥尔加·卡克莉基娜、伊戈尔·维胡霍列夫和叶夫根尼·阿戈什科夫开始主持日间版本的《新闻》。
2004年11月，基里尔·克列梅诺夫受任第一频道资讯节目部部长，并开始改革频道新闻节目，资讯节目部80名通讯员中40名被解雇，原因包括不适合相关工作、工作时间不规律以及报道质量一般，裁员潮也与管理层重整、更新劳动力的决心有关。此前部分印刷媒体和网络媒体曾提到第一频道新闻报道质量平庸，也有电视评论认为频道新闻主播形象类似于“学校教师或政治教官”，与俄罗斯频道和俄罗斯独立电视台的新闻主播区别明显，也与这一时期第一频道的其他节目主持人不同。2004至2006年间，资讯节目部共有约150人因各种原因离职，同一时期也有相近数量的员工入职，截至2006年，资讯节目部共有约700名员工。此外，频道位于前苏联加盟国的部分记者站关闭。
2005年9月起，弗谢沃罗德·涅罗兹纳克接替叶夫根尼·阿戈什科夫，主持上午时段的新闻节目。
2006年开始，上午、下午及傍晚的《新闻》由德米特里·鲍里索夫、尤利娅·潘克拉托娃、马克西姆·沙拉福特迪诺夫和瓦莱里娅·科拉布列娃主持。
2008年3月2日19:57起，第一频道9:00至1:00的《新闻》在电视中心的新闻综合体大演播室播出，与《时间》使用同一演播室，该演播室改造自奥斯坦金诺电视中心的音乐会演播室，资讯节目部也不再使用磁带制作节目，全面转为电脑剪辑制作。
2010年6月起，《体育新闻》环节开始在周末日间档以及工作日夜间档《新闻》播出，2011年8月29日起也在《晚间新闻》播出。《体育新闻》环节一般有两种形式，一种是画面配上体育评论员画外音（日间及夜间），另一种是评论员在演播室播报（晚间）。不过在2017年1月，各时段新闻的《体育新闻》环节逐步取消，周末最后一次播出是在1月15日（评论员为玛丽亚·鲁缅采娃），最后一次在《晚间新闻》播出则是1月19日（评论员为亚历山大·利多格斯特），在取消《体育新闻》环节的消息出现后，频道管理层称这是临时措施，之后《体育新闻》环节开始在《早安》栏目时段播出（莫斯科版本），配上评论员画外音，远东时区版本的第一频道在日间时段的《新闻》中同步播出《体育新闻》。
2013年7月，频道新闻节目主播安排调整，日间新闻节目由阿莱娜·拉普希娜主持，替代阿纳托利·拉扎列夫，上午时段的新闻节目改由玛丽亚·瓦西里耶娃、安德烈·莱万多夫斯基主持，替代阿莱娜·拉普希娜和阿列克谢·加拉蒂诺夫。
2014年2月7日至23日索契冬奥会期间，第一频道在索契菲什特奥林匹克体育场附近设立新闻演播室，冬奥会前几天的《新闻》在索契播出，此后回归莫斯科演播室，索契演播室继续以连线方式出现。
2014年5月20日至2018年1月28日间，第一频道在每个整点（或节目中间）插播《整点新闻》（Новости часа），播出新闻简讯。
2016年8月29日至2017年2月22日、2017年3月6日至10日之间，第一频道在工作日14:00增加一档10至15分钟的新闻，使用早间时段《新闻》的演播室，该档新闻由尤里·利帕托夫和马克西姆·沙拉福特迪诺夫隔周交替主持。
2017年，由于《晚间新闻》主播埃琳娜·文尼克放产假，瓦莱里娅·科拉布列娃调至《晚间新闻》，叶卡捷琳娜·别列佐夫斯卡娅开始担任9:00、10:00、12:00和15:00时段的新闻主播，直至9月11日瓦莱里娅·科拉布列娃回归日间档新闻。2017年12月4日，拉里萨·梅德韦斯卡娅开始主持远东版《新闻》，玛丽亚·瓦西里耶娃开始主持面向俄罗斯欧洲部分的《新闻》。
2018年1月29日，随着《整点新闻》和《夜间新闻》正式停播，《新闻》节目主播安排调整，马克西姆·沙拉福特迪诺夫和叶卡捷琳娜·别列佐夫斯卡娅交替担任工作日8:00、8:30、9:00以及周末10:00、12:00档的主播。2018年2月20日，新闻中心大演播室改造完成，《新闻》更换包装，栏目形式有所变化，主播偶尔会站立播报，并在讲解的过程中来回走动。
2018年底或2019年初，远东版本上午时段新闻改由朱莉娅·加马耶娃（原先担任频道新闻编辑）或马卡尔·鲁登奇克（原先担任第一频道驻符拉迪沃斯托克通讯员）主持，替代安德烈·莱万多夫斯基和拉里萨·梅德韦斯卡娅。
2019年1月24日开始，9:00档《新闻》播出时间调整至25分钟，分成两部分播出，中间插播广告。10月14日起，莫斯科版本的上午9:00《新闻》开始作为远东地区（莫斯科+9）至东西伯利亚（莫斯科+5）各时区的《晚间新闻》播出。
2019年12月，原先任职全俄国家电视广播公司伊尔库茨克分公司的亚历山大·马尔姆，接替马卡尔·鲁登奇克，担任上午时段的《新闻》主播。

### 早间时段
1999年10月2日起，《新闻》增加周末早间8:00的播出，在公共电视台周末开台后播出，时长10分钟。该时段《新闻》在2002年秋季调整至7:00，2003年春季调整至6:00，该时段的《新闻》也在节假日（1月1日除外）播出，2000至2002年间也在5月9日早间7:00播出。
2003年9月30日起，周一至周四清晨5:00增加一档《新闻》，随后改为周一至周五播出。5:00的《新闻》初期在电影时段中插播，2005至2006年间改为《第一节目》之前播出，2006年8月14日起在《早安》节目之前播出，之后5:30播出另一档《新闻》。
2018年12月25日，第一频道的时区版本增加至11个，远东版本《早安》节目时段播出的《新闻》提前一小时（对应莫斯科时间20:00），由阿莱娜·拉普希娜或瓦莱里娅·科拉布列娃主持。
2019年11月16日起，周六早晨的《早安周六》节目时段增加两档《新闻》，播出时间分别为7:00和8:00，时长均为7分钟。

### 晚间新闻
1999年9月27日，18:00的《新闻》更名为《新闻.晚间版》（俄语：Новости. Вечерний выпуск），并增加至25分钟。2000年，节目更名为《晚间新闻》（俄语：Вечерние новости），主播有张娜·阿格拉科娃（转职自独立电视台）、伊戈尔·维胡霍列夫、伊戈尔·格米扎和奥尔加·卡克莉基娜，周末则由叶夫根尼·阿戈什科夫主持，体育主播有弗拉基米尔·托皮尔斯基和康斯坦丁·维博诺夫。初期，《晚间新闻》设有《体育新闻》、《天气预报》（2003年底或2004年初撤销）、《文化新闻》（2004年撤销）、《节目演播室嘉宾》（内容为莫斯科政客访谈）环节。2001至2003年间，节目结尾还会由当天《时间》的主播提示当晚节目内容。
2002年9月，由于新闻分析脱口秀栏目《时代》调整播出时间，周日《晚间新闻》取消。2007年9月8日，《时代》调整至周六晚间播出，周六18:00的《新闻》停播。
2003年开始，18:00的《新闻》播出时间从20至25分钟增加至30分钟。2004年2月，18:00《新闻》播出时长恢复为20分钟。2005年1月31日，第一频道傍晚节目安排调整，18:00《新闻》播出时间缩短至10分钟（2006年7月再延长至17至20分钟），撤销体育环节，并开始增设字幕跑马灯。同年，由于伊戈尔·维胡霍列夫职位变动，维亚切斯拉夫·克里斯克维奇开始担任18:00《新闻》主播。2006年，18:00《新闻》主播改为尤利娅·潘克拉托娃和德米特里·鲍里索夫。
2011年8月29日起，18:00《新闻》恢复“晚间新闻”名称，工作日播出时间大幅增加至50分钟，并恢复《体育新闻》环节，周六则播出15分钟，2014年4月6日至2015年5月18日之间也在周日17:45至18:00播出。此次改版后，主播会在节目中发表评论，节目也设有体育评论员的回顾（体育评论员包括维克托·古谢夫、伊琳娜·斯卢茨卡娅、德米特里·捷列霍夫和亚历山大·萨多科夫，该环节曾在2015至2016年间暂停播出，2017年1月取消），周五或节假日前一天则有详细的假期天气预报。2011至2013年间，节目曾播出《优点和缺点》环节（初期为定期播出，此后在2012年出现两次，2013年出现一次），两人就某一话题展开讨论。节目主播仍为尤利娅·潘克拉托娃和德米特里·鲍里索夫，实行每周轮班制，而同一天在各个时区播出的《晚间新闻》均使用相同的主持人。
2013年7月，安娜·巴甫洛娃接替尤利娅·潘克拉托娃，担任《晚间新闻》主播。2015年，原独立电视台《今天》节目主播埃琳娜·文尼克转职第一频道，担任《晚间新闻》主播。
2017年1月23日，随着脱口秀节目《第一演播室》开播，工作日的《晚间新闻》拆分为两部分播出，第一部分在脱口秀节目之前播出，时长25至30分钟，第二部分在脱口秀节目之后的19:45左右播出，时长10至15分钟。2月22日开始，周五或假期前一天的《晚间新闻》不再拆分为两部分，5月15日起每期《晚间新闻》均不再拆分为两部分。
2017年1月23日起，由于《晚间新闻》主播埃琳娜·文尼克放产假，瓦莱里娅·科拉布列娃开始担任《晚间新闻》主播，直至9月4日埃琳娜·文尼克回归。2017年8月28日，由于德米特里·鲍里索夫开始主持脱口秀节目《让他们说》，安德烈·乌哈列夫（2015至2016年间曾担任《晚间新闻》主编，2004至2006年间主持上午时段的新闻节目）临时接任《晚间新闻》主播。2018年1月29日，马克西姆·沙拉福特迪诺夫和叶卡捷琳娜·别列佐夫斯卡娅开始交替担任周六版《晚间新闻》主播（直至10月20日），埃琳娜·文尼克和安德烈·乌哈列夫只在工作日主持《晚间新闻》。
2018年1月30日起，因应《时间将会证明》栏目播出时间调整，《晚间新闻》时长缩短至25分钟。7月17日至8月31日间，工作日《晚间新闻》时长一度缩短至15分钟。10月27日开始，周末取消播出《晚间新闻》的安排。
2018年12月25日，第一频道的时区版本增加至11个，远东版本的第一频道在18:00（堪察加时间）增加一档《晚间新闻》（对应莫斯科时间9:00，从上午时段新闻的演播室播出），由阿莱娜·拉普希娜或瓦莱里娅·科拉布列娃主持。
2019年9月9日至2020年1月14日间，《晚间新闻》播出时间从25分钟延长至30－35分钟，之后从3月30日开始延长至35－45分钟。

### 夜间新闻
1998年10月，深夜版本的《新闻》改版，节目关注过去一天的时事话题，邀请专家或新闻当事人评论。此后该时段的《新闻》更名为《今日新闻》（俄语：Новость дня），并采用独立的节目包装。节目主持人包括政治评论员帕维尔·希罗夫和安东·维尔尼茨基（一周后加入）。周末深夜开播《体育新闻》和《文化新闻》，回顾过去一周世界体育及文化动态，报道由公共电视台的通讯员提供，电视台的专职评论员维克托·古谢夫和亚历山大·卡扎克维奇分别主持体育和文化新闻。1999年3月15日起，《今日新闻》停播，被米哈伊尔·列昂季耶夫的新闻分析节目《然而》替代。6月15日起，《然而》栏目转移至《时间》之后播出，深夜时段《新闻》复播，为原先回顾全天事件的模式。每周末的《体育新闻》和《文化新闻》一直播出至1999年夏季。
1999年9月27日，深夜版本的《新闻》更名为《新闻.夜间版》（俄语：Новости. Ночной выпуск），之后在2000年更名为《夜间新闻》（俄语：Ночные новости）。
2001年7月至9月间，《夜间新闻》开始在23:30播出，新增《然而》和《体育新闻》两个环节，节目从2001年9月24日起更名为《夜间时间》（俄语：Ночное Время），由安德烈·巴图林和张娜·阿格拉科娃主持（阿格拉科娃此后被彼得·马尔琴科接替）。这一时期的《夜间时间》主要为新闻分析节目，经常邀请专家进行新闻事件分析。
2005年9月，夜间档新闻节目恢复使用“夜间新闻”的名称，23:40播出，由塔季扬娜·卡里尼娜和弗谢沃罗德·涅罗兹纳克主持，节目形式仍为原先回顾全日新闻的模式。
2007年开始，频道驻英国通讯员阿纳托利·拉扎列夫和奥尔加·卡克莉基娜开始主持《夜间新闻》，此后卡克莉基娜被娜塔莉亚·塞梅尼欣娜接替。
2013年7月，尤里·利帕托夫接替安娜·巴甫洛娃，担任《夜间新闻》主播，此后自2017年8月28日起，叶卡捷琳娜·别列佐夫斯卡娅接替尤里·利帕托夫。
2018年1月29日，《夜间新闻》正式停播，最后一次播出是在2017年12月25日。

### 凌晨时段
随着第一频道试行24小时播出，2003年3月24日至6月20日之间，第一频道工作日凌晨2:00开播一档《新闻》，报道国内外重要消息。2003年9月30日起，第一频道正式实行24小时播出，凌晨恢复播出新闻，时间改在3:00，在该时段的电影中间插播。凌晨新闻通常在周一至周四播出，偶尔只在周一至周五面向俄罗斯欧洲部分播出，此外也在第一频道国际网络独联体国家版本、亚洲及澳大利亚版本播出，播出时间为各版本的周二至周五《早安》节目时段。

### 《其他新闻》
2006年7月31日至2014年5月30日之间，频道曾在工作日14:00（莫斯科时间）播出《其他新闻》（俄语：Другие новости）栏目，节目内容为“世界各地最重要、最有用、最有趣而与政治无关的新闻”，由第一频道资讯节目部制作，时长10至30分钟，主持人包括谢尔盖·巴巴耶夫（2006—2014）、玛丽亚·列梅舍娃（2007—2013）和奥尔加·乌沙科娃（2011—2014）。2006至2008年间，该节目在第一频道新闻中心大演播室播出（与《时间》相同），2008至2014年间则改在上午时段新闻的演播室播出。节目开播初期由谢尔盖·巴巴耶夫独自主持，2007年冬季开始与玛丽亚·列梅舍娃共同主持。
2006至2010年间，《其他新闻》的内容一般包括第一频道采编的几则休闲、消费、经济、教育、健康、生态等相关的新闻，并有社会生活信息环节、汇市信息、频道影视剧节目预告、天气预报、世界各地趣味事件访谈片段。2006至2009年间，周五版《其他新闻》结尾会选播当周播出的节目片段。节目常有嘉宾参与访谈，一般为科学家、医生、律师等，访谈录像未必为当天录制，也可能不在演播室内录制。
2010年10月，《人民经济》（俄语：Народная экономика）专栏改在《其他新闻》中播出，该专栏报道国际财经和金融法规的最新消息。此前该专栏在15:00《新闻》中播出，后来曾在《晚间新闻》中每周播出一次。该环节的常驻专栏作者为《试购》节目主持人娜塔莉亚·塞梅尼欣。2012年，《其他新闻》增加烹饪节目环节《所有的盐》（俄语：Вся соль），由奥尔加·巴克拉诺娃主持。
2014年春季开始，节目由于不明原因偏离原有主题，开始关注乌克兰局势，与一般的《新闻》差别不大。2014年5月30日，《其他新闻》播出最后一期，由谢尔盖·巴巴耶夫主持，同一时段改为重播《今晚》节目（周一）或前一晚的电视剧（周二至周五），2014年9月开始改为播出《时间将会证明》。

## 手语及字幕
1991年开始，奥斯坦金诺第一频道以及公共电视台部分时段的《新闻》提供手语翻译，时间为工作日12:00、15:00，以及周末10:00和15:00。2001年11月19日开始，《新闻》不再提供手语翻译，而是在屏幕下方以蓝色背景跑马灯的方式显示字幕，不过在2003至2018年间，由于节目最后需要显示天气资讯，最后一条新闻没有字幕。2001至2018年间，字幕采用Tahoma字体。2018年2月20日起，字幕改用Proxima Nova字体，天气资讯另起一行显示，字幕覆盖最后一条新闻，但在直播连线环节不会显示字幕。
目前《新闻》栏目在工作日9:00（2019年10月14日开始）、12:00、15:00和18:00档，以及周末10:00和12:00档显示字幕。